# Libro di testo

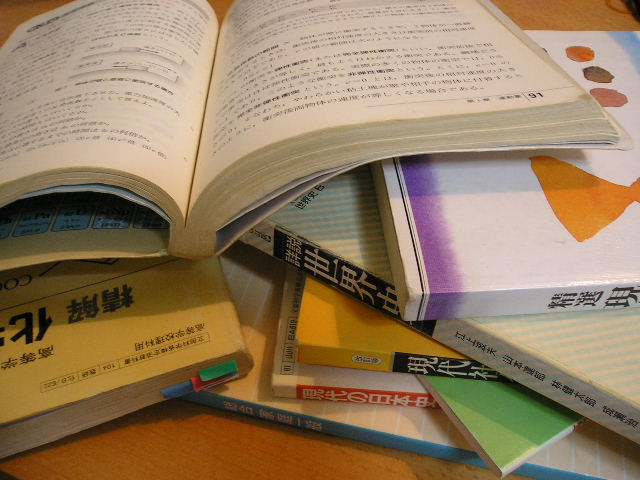
Libri di testo in Giappone

Il libro di testo è un particolare libro usato per fini didattici all'interno delle scuole e delle università.

## Storia
Secondo lo storico Harold Innis dal tredicesimo secolo l'avvento delle Università richiese una produzione maggiore di libri di testo, che comportò un declino graduale della "pratica della discussione dialettica in classe, caratteristica delle culture precedenti" , "con il crescere dell'autorità dei libri di testo.".
Il libro di testo è considerato il punto ideale di incontro tra docente e studente, un canale di comunicazione didattico privilegiato.
I libri di testo si devono integrare e arricchire con altri strumenti didattici, quali enciclopedie, fonti, manuali, appunti, etc.
Anche gli antichi greci scrissero testi destinati alla didattica, ma il libro di testo moderno ha le sue radici nella standardizzazione resa possibile dalla stampa a caratteri mobili. Lo stesso Johannes Gutenberg che l'ha inventata ha stampato alcune edizioni dell'Ars Minor, un libro di grammatica latina di Elio Donato.
I primi libri di testo sono stati utilizzati sia dai docenti, che usavano i libri come ausili didattici (per esempio, abecedari), quanto da quelle persone che studiavano da sole. Riguardo invece alla resistenza ai cambiamenti e alle innovazioni in questo campo, già il filosofo greco Socrate lamentava la perdita di conoscenza causata dal cambiamento dei metodi di insegnamento. Infatti prima dell'invenzione dell'alfabeto greco, 2.500 anni fa, le conoscenze e le storie venivano imparate a memoria e recitate a voce alta, come si dice facesse Omero con i suoi poemi. L'avvento della scrittura significava che non era più necessario memorizzare tutto, uno sviluppo temuto da Socrate, che pensava che in questo modo si sarebbe indebolita nei Greci la capacità mentale di ricordare e raccontare. Paradossalmente conosciamo queste idee di Socrate e la sua filosofia, solo perché sono state riportate dal suo allievo Platone che le ha scritte nei suoi dialoghi.

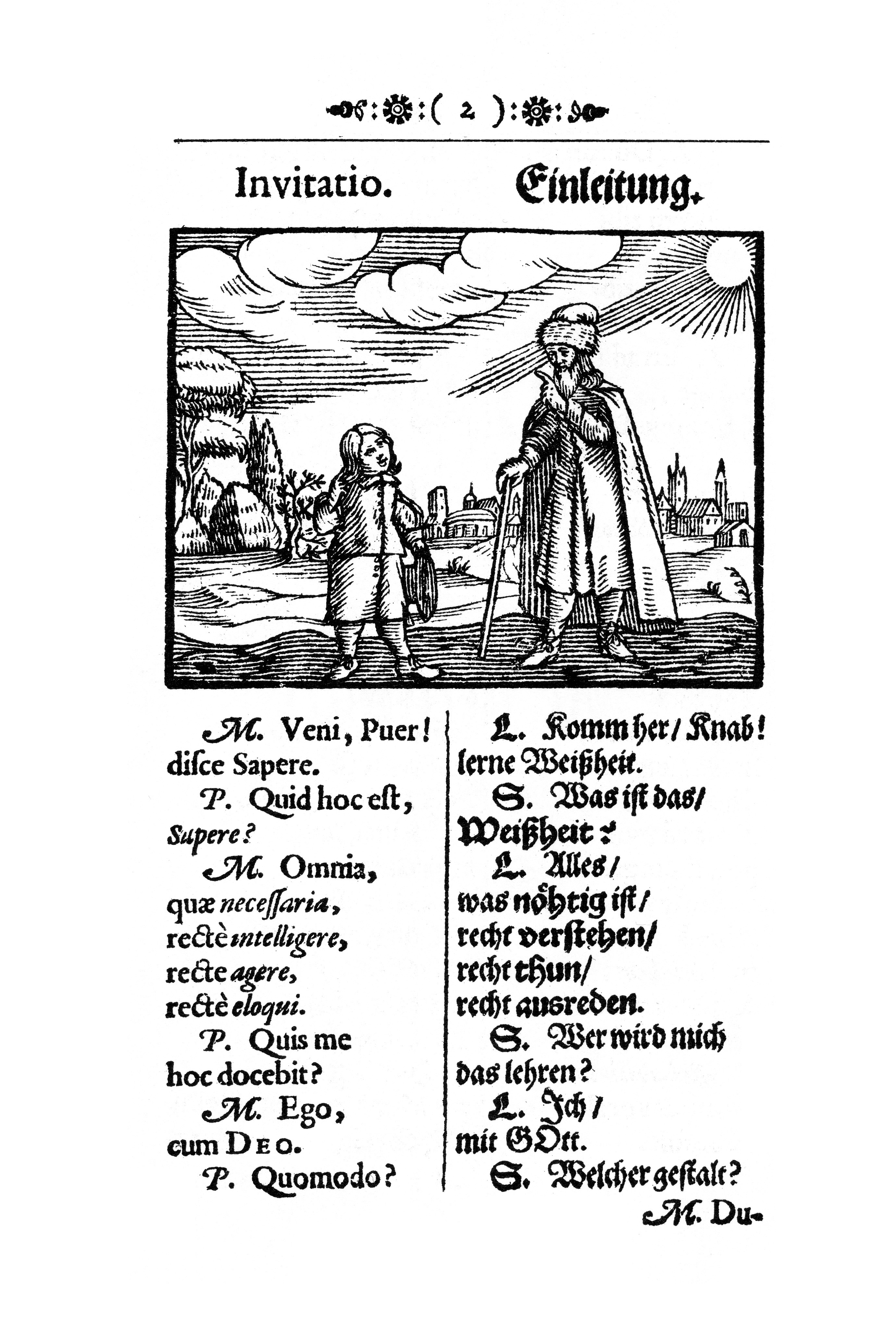
Una pagina dell'Orbis pictus di Comenio (1658), libro di testo che ebbe diffusione in tutta Europa

Una seconda rivoluzione fu l'invenzione della stampa a caratteri mobili, che avvenne verso la fine del XV secolo ad opera dello stampatore tedesco Johannes Gutenberg, che inventò i primi tipi di caratteri fondendo in stampi una lega metallica e posizionando i caratteri su dei telai inchiostrati montati su un torchio che venivano usati per stampare a pressione le pagine in modo seriale. Questa fu la prima di una lunga serie di innovazioni che portarono all'abbattimento dei costi di stampa e di riproduzione delle opere scritte, rendendo possibile per la prima volta la produzione di testi in un grande numero di esemplari. L'istruzione obbligatoria e la conseguente crescita della scolarizzazione in Europa hanno portato alla stampa di molti testi standardizzati per i bambini. I libri di testo sono diventati lo strumento didattico principale per la maggior parte dei bambini già a partire dal XIX secolo.
Attualmente stiamo vivendo la terza rivoluzione del libro, che è portata dall'avvento delle reti digitali e dai dispositivi elettronici di comunicazione. Nuove forme di codifica della parola scritta, come gli eBook o gli ipertesti, stanno sostituendo i libri cartacei. L'uso di questi strumenti è già in sperimentazione a partire dal 2006 presso alcune università e in California anche in diverse scuole superiori. Il vantaggio dei libri elettronici è la facilità di trasporto (ridotto peso e ingombro) e un minor costo, se si considera che per la scuola occorre mediamente un testo per ogni materia.
Nel 2007 è stato pubblicato da BoxingBooks on the Net (BBN) il primo catalogo di libri di testo digitali. La BBN ha risolto con un escamotage commerciale la questione tra la libera diffusione della conoscenza e la salvaguardia dei diritti d'autore pubblicando i testi con una licenza d'uso simile a quella per il software che consente a insegnanti e allievi la libera duplicazione e distribuzione dei contenuti. Altri testi e supporti didattici sono pubblicati con licenze Creative Commons.

## Origine del termine
Il termine "libro di testo" deriverebbe dall'inglese textbook. Le prime accezioni di "libro di testo" nella lingua italiana risalgono almeno agli ultimi anni del Settecento.

## Italia

### Adozione

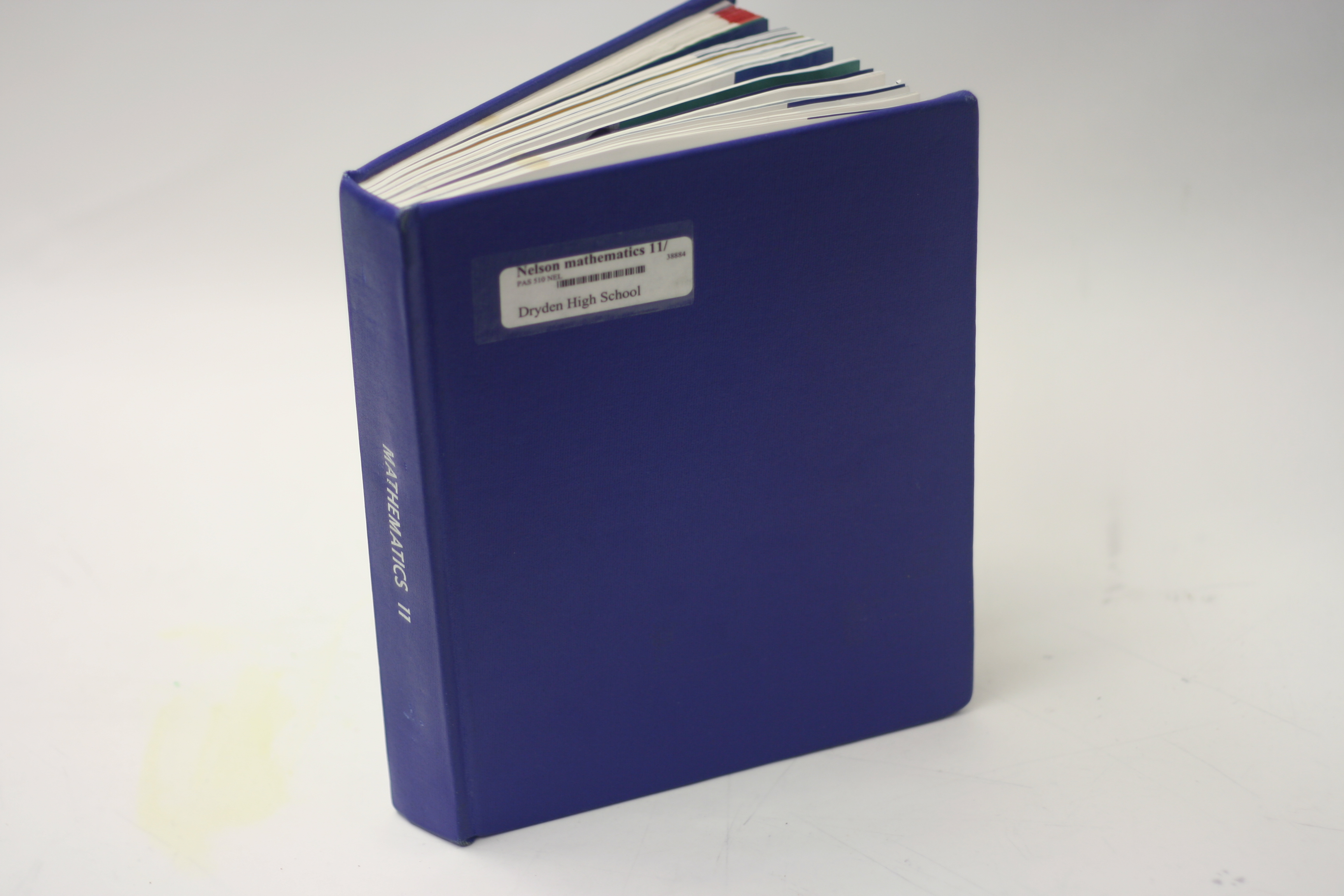
Libro di testo inglese

I promotori editoriali, accreditati dall'Associazione nazionale agenti rappresentanti promotori editoriali o dalle case editrici, incontrano i docenti per proporre loro i libri da adottare per l'anno scolastico successivo. I docenti consultano i cataloghi e le copie saggio dei testi che vengono loro proposti, li valutano e li propongono a loro volta durante il consiglio di classe. In questa sede, con i rappresentanti dei genitori e degli studenti, si discute quali libri i docenti dovranno adottare e gli studenti dell'anno successivo acquistare. La decisione viene poi ratificata dal collegio dei docenti. Nella lista dei libri che le scuole distribuiscono all'inizio dell'anno scolastico sono elencati sia i testi in adozione e quindi obbligatori, che quelli consigliati e quindi facoltativi.
I " testi in adozione" sono i libri indispensabili per il corso di studio che si sta seguendo: a questa categoria appartengono per esempio manuali come una grammatica latina o italiana, un corso di filosofia o di chimica.
I " testi consigliati" sono strumenti didattici integrativi, senza i quali è comunque possibile per il docente fare lezione: eserciziari per il recupero il ripasso estivo, testi di narrativa, dizionari.
Dal 2004 le adozioni vengono pubblicate online, su una piattaforma messa a disposizione dell'Associazione italiana editori e, sempre sul sito dell'associazione, sono disponibili gli elenchi per la consultazione.

### Normativa e aspetti economici
In Italia la normativa riguardante i libri di testo è data da uno stratificarsi di provvedimenti.
I libri di testo sono gratuiti per gli alunni della scuola primaria. Allo studente viene consegnata una cedola e con questa la famiglia ritira il libro presso un punto di vendita. Gli alunni della scuola secondaria di primo e secondo grado invece acquistano i libri a proprie spese, a parte coloro che per ragioni economiche usufruiscano di buoni acquisto emessi dai Comuni e dalle Regioni. In qualche caso, specialmente nelle regioni a statuto autonomo (Trentino-Alto Adige, Valle d'Aosta) che prevedono appositi fondi da destinare alle scuole, i libri vengono forniti in comodato oneroso agli studenti, che li devono restituire alla fine dell'anno scolastico pagando solo una percentuale del prezzo di copertina.
La legge italiana non prevedeva la possibilità per un docente di non adottare un libro di testo e di potere basare, ad esempio, l'insegnamento sugli appunti, e su altro materiale fornito direttamente agli studenti. Il D. L. 12 settembre 2013, n. 104 ha invece concesso la possibilità di sostituire il libro di testo con altro materiale didattico.
Soprattutto per i licei classici l'adozione può essere fatta per le edizioni libere, quindi anche per opera in pubblico dominio ovvero non protetta da diritto d'autore e liberamente riproducibile, sia perché disponibile sotto licenza open source, sia per scadenza dei diritti di utilizzazione economica.
La scelta dei libri di testo spetta esclusivamente al titolare di cattedra. Tale norma sarebbe una garanzia della libertà di insegnamento per il corpo docente, e nel contempo corrisponde a un potere contrattuale dei docenti nei confronti degli editori. Per contro, tenuto conto dell'avvicendarsi degli insegnanti e di indubbie esigenze didattiche (ad esempio in caso di fusione di più corsi), da parti di molti si obietta che sia preferibile il concentrarsi delle edizioni su testi simili in tutte le sezioni di un medesimo istituto.
Se il docente riceve copie omaggio o altri tipi di regalie dai rappresentanti di una casa editrice, non è sanzionabile, anche se questo aspetto è in evidente contrasto con i compiti del pubblico impiego.
La forte pressione dell'opinione pubblica sul problema del caro-libri ha portato il Ministero a fissare dei tetti di spesa, articolati per le singole classi e per i singoli corsi di studio; questi sono degli importi predeterminati definiti dal Ministero come il prezzo massimo complessivo della dotazione libraria necessaria per le discipline di ciascun anno di corso. In pratica ogni istituto scolastico è tenuto a stare entro una cifra massima, diversa a seconda del tipo di scuola e dell'anno di corso. Il prezzo dei libri viene stabilito dagli editori ogni anno entro il mese di febbraio, e vale per l'intero anno solare. Gli editori, infatti, non possono aumentare i prezzi dei loro libri più di una volta l'anno. Al prezzo dei libri scolastici viene aggiunta l'IVA, diversa a seconda del tipo di testo: attualmente la legge italiana prevede che ai testi cartacei si applichi l'IVA del 4% a carico dell'editore, mentre ai testi scaricabili da Internet si applichi l'IVA del 21%, a carico del consumatore.
Fra le altre misure per contenere il caro-libri, da parte delle famiglie, si possono citare:
- creazione di gruppi d'acquisto per comprare i libri all'ingrosso, frenate peraltro dai margini di sconto assai ridotti che esistono in questo comparto;
- ricorso al mercato dei libri usati (possono costare anche la metà rispetto a quelli nuovi);
- ricorso alle fotocopie nei limiti consentiti dalla legge;
- comodato d'uso di durata annuale;
- potenziamento del prestito bibliotecario.

Fra le misure adottabili, da parte dei docenti:
- aumentare l'utilizzo degli eBook o dei libri pubblicati in un formato "misto", cartaceo ed elettronico;
- limitare l'acquisto di nuove edizioni degli stessi libri di testo. La vita utile di un libro in media in Europa è di 3 anni. Secondo le indicazioni del Ministero, l'acquisto di una nuova edizione è giustificato se è cambiato almeno il 25% dei contenuti del libro di testo.[6].

A più riprese, sia da parte dei consumatori che da parte degli editori, è stata richiesta la detraibilità fiscale dei libri di testo.

### Intervento dell'antitrust
A giudizio delle associazioni dei consumatori si presenta una situazione di oligopolio da parte di un ristretto gruppo di case editrici, nonostante il mercato si presenti di una grandezza rilevante L'Autorità per le Garanzie nelle Comunicazioni è intervenuta, illustrando la propria posizione al governo italiano, il quale ha quindi presentato nell'ambito del decreto legge 112/2008 il principio che i libri di testo dovranno avere una integrazione digitale reperibile tramite Internet.
Nel settembre del 2007 su iniziativa delle associazioni dei consumatori è iniziata una procedura davanti all'Autorità garante della concorrenza e del mercato per supposte pratiche di cartello ed aumento ingiustificato dei prezzi.
Un primo provvedimento è stato preso dal Ministero che ha fissato un tetto di spesa per i singoli corsi di studio e per le singole classi.
Le case editrici interessate hanno poi assunto una serie di impegni in seguito ai quali l'Antitrust ha chiuso la procedura.
L'Associazione italiana editori ha poi concluso con il ministero nel maggio 2008 un accordo, che mette in atto tali impegni.

### eBook
Il Decreto-legge 25 giugno 2008, n. 112, articolo 15, in materia di "Disposizioni urgenti per lo sviluppo economico, la semplificazione, la competitività, la stabilizzazione della finanza pubblica e la perequazione Tributaria." ha decretato che il collegio dei docenti adotta per l'anno scolastico 2014-2015 e successivi, esclusivamente libri nella versione digitale o mista, costituita da un testo in formato digitale a norma della legge 9 gennaio 2004, n. 4, o mista, costituita da: un testo in formato cartaceo e da contenuti digitali integrativi, oppure da una combinazione di contenuti digitali e digitali integrativi accessibili o acquistabili in rete anche in mododisgiunto.
Con il Decreti Ministeriali 11 maggio 2012, nn. 11 e 12, ed il successivo 27 settembre 2013, n. 781 del Ministero dell'Istruzione, dell'Università e della Ricerca dall'anno scolastico 2014/2015 i libri di testo saranno o nel solo formato digitale o in formato sia digitale che cartaceo. Gli istituti scolastici vengono obbligati ad adottare libri disponibili in commercio esclusivamente secondo tale modalità.